# Jurinella huntingtoni
Jurinella huntingtoni är en tvåvingeart som beskrevs av Charles Howard Curran 1947. Jurinella huntingtoni ingår i släktet Jurinella och familjen parasitflugor.
Artens utbredningsområde är Colombia. Inga underarter finns listade i Catalogue of Life.